# Opalinata
Die Opalinata sind eine Gruppe von Einzellern aus der Gruppe der Stramenopilen.

## Merkmale
Die Vertreter sind einzellige Eukaryoten mit vielen Cilien. An der Übergangsregion zwischen Kinetosom und Cilium befindet sich eine doppelsträngige Übergangshelix. An der Zelloberfläche befinden sich Rinden-Rippen, unter denen Mikrotubuli liegen, einzeln oder in Bändern. Die Opalinata können Zysten bilden. 

## Systematik
Zu den Opalinata werden folgende Gruppen gezählt: 
- Proteromonadea besitzen ein oder zwei vordere Paar ungleicher Geißeln. Sie haben einen Zellkern. Sie leben im Verdauungstrakt von Amphibien, Reptilien und Säugetieren. 
  - Karotomorpha
  - Proteromonas
- Opalinea